# Katthavet, Södermanland
Katthavet är en våtmark och före detta sjö i Gnesta kommun i Södermanland och ingår i Trosaåns huvudavrinningsområde.